# Liden Films
Liden Films, Inc. (яп. 株式会社ライデンフィルム Кабусики-гайся Райдэн Фируму) — японская анимационная студия, основанная в феврале 2012 года.

## История
Liden Films была основана 22 февраля 2012 года Хироаки Мацуурой из студии Sanzigen вместе с Тэцуро Сатоми и Тадао Иваки из Barnum Studio. Годом ранее Мацуура стал одним из основателей холдинговой компании Ultra Super Pictures, в состав которой вошли, помимо Liden Films и Sanzigen, студии Trigger и Ordet. В дальнейшем Мацуура занимал должность исполнительного директора Liden Films. На ноябрь 2022 года должность исполнительного директора занимает Тэцуро Сатоми.
Штаб-квартира Liden Films располагается в районе Сугинами, Токио. В настоящее время в состав студии входят пять подразделений: Liden Films Kyoto Studio, располагающаяся в Киото; Liden Films Osaka Studio — в Осаке; Liden Films Tokyo 1st Studio и Liden Films Tokyo 2nd Studio — в Токио, и Liden Films Fukaya Studio — в Фукае.

## Работы

### Аниме-сериалы
- Senyu (2013, совместно с Ordet)
- Aiura (2013)
- Senyu 2 (2013, совместно с Ordet)
- Miss Monochrome: The Animation (2013, совместно с Sanzigen)
- Terra Formars (2014)
- Arslan Senki (2015, совместно с Sanzigen)
- Yamada-kun to 7-nin no Majo (2015)
- Miss Monochrome: The Animation 2 (2015, совместно с Sanzigen)
- Miss Monochrome: The Animation 3 (2015, совместно с Sanzigen)
- Sekkou Boys (2016)
- Schwarzesmarken (2016)
- Kanojo to Kanojo no Neko: Everything Flows (2016)
- Terra Formars: Revenge (2016, совместно с TYO Animations)
- Arslan Senki: Fuujin Ranbu (2016, совместно с Felix Film)
- Udon no Kuni no Kiniro Kemari (2016)
- Koi to Uso (2017)
- Roku de Nashi Majutsu Koushi to Akashic Records (2017)
- Hanebado (2018)
- Kishuku Gakkou no Juliet (2018)
- Magical Girl Spec-Ops Asuka (2019)
- After School Dice Club (2019)
- Woodpecker Detective’s Office (2020)
- Hataraku Saibou BLACK (2021)
- Suppose a Kid from the Last Dungeon Boonies Moved to a Starter Town (2021)
- Urasekai Picnic (2021)
- Saiyuki Reload: Zeroin (2022)
- Yofukashi no Uta (2022)
- Reiwa no Di Gi Charat (2022)
- Insomniacs After School (2023)
- Rurouni Kenshin (2023)

### Анимационные фильмы
- Shin Gekijou-ban Initial D Legend 1 -Kakusei- (2014, совместно с Sanzigen)
- Gekijouban Cardfight!! Vanguard (2014)
- Shin Gekijou-ban Initial D Legend 2 -Tousou- (2015, совместно с Sanzigen)
- Shin Gekijou-ban Initial D Legend 3 -Mugen- (2016, совместно с Sanzigen)

### OVA/ONA
- Terra Formars (2014)
- Yamada-kun to 7-nin no Majo (2014—2015)
- Lost Song (2018)
- Bastard!! (2022—2023)